# Olympische Sommerspiele 1936/Ringen – Griechisch-römischer Stil Mittelgewicht (Männer)
Das griechisch-römische Ringen im Mittelgewicht bei den Olympischen Sommerspielen 1936 wurde vom 6. bis 9. August in der Deutschlandhalle ausgetragen. Pro Nation durfte maximal ein Athlet antreten. Die Gewichtsklasse war auf 79 kg begrenzt.
Der Wettbewerb wurde nach einem Ausscheidungssystem mit Minuspunkten ausgetragen. In jeder Runde hatte jeder Athlet einen Kampf. Bei ungerader Anzahl an Athleten, hatte ein Athlet ein Freilos. Der Verlierer eines Kampfes erhielt 3 Minuspunkte, wenn er durch einen Schultersieg seines Gegner unterlag oder mit 0:3 Punkten den Kampf verlor. Zwei Minuspunkte erhielt der Athlet bei einer Niederlage von 1:2 Punkten. Der Sieger erhielt einen Minuspunkt, wenn er nach Punkten gewann, und 0 Minuspunkte, wenn der Sieg durch Schultersieg erfolgte. Am Ende jeder Runde wurde jeder Athlet mit mehr als 4 Minuspunkten eliminiert.

## Zeitplan
| Datum          | Runde           |
| -------------- | --------------- |
| 6. August 1936 | Runde 1         |
| 7. August 1936 | Runde 2         |
| 8. August 1936 | Runde 3 Runde 4 |
| 9. August 1936 | Runde 5 Runde 6 |

## Ergebnisse

### Runde 1
| Sieger             | Nation             | Art des Sieges          | Verlierer        | Nation           |
| ------------------ | ------------------ | ----------------------- | ---------------- | ---------------- |
| Väinö Kokkinen     | Finnland           | Punkteentscheidung, 2–1 | Voldemar Mägi    | Estland          |
| Ercole Gallegati   | Königreich Italien | Punkteentscheidung, 3–0 | Hans Frederiksen | Dänemark         |
| Francisc Cocoș     | Rumänien           | Schultersieg            | Ernest Gogel     | Schweiz          |
| Ludwig Schweickert | Deutsches Reich    | Schultersieg            | Hans Pointner    | Österreich       |
| Ivar Johansson     | Schweden           | Schultersieg            | Georgios Lefakis | Griechenland     |
| Ibrahim Orabi      | Ägypten            | Punkteentscheidung, 3–0 | Adnan Yurdaer    | Türkei           |
| József Palotás     | Ungarn             | Schultersieg            | Édouard Pigeot   | Frankreich       |
| Kalman Kiš         | Jugoslawien        | Schultersieg            | Josef Přibyl     | Tschechoslowakei |

| Rang | Athlet             | Nation             | Minuspunkte |
| ---- | ------------------ | ------------------ | ----------- |
| 1    | Francisc Cocoș     | Rumänien           | 0           |
| 1    | Ivar Johansson     | Schweden           | 0           |
| 1    | Kalman Kiš         | Jugoslawien        | 0           |
| 1    | József Palotás     | Ungarn             | 0           |
| 1    | Ludwig Schweickert | Deutsches Reich    | 0           |
| 6    | Ercole Gallegati   | Königreich Italien | 1           |
| 6    | Väinö Kokkinen     | Finnland           | 1           |
| 6    | Ibrahim Orabi      | Ägypten            | 1           |
| 9    | Voldemar Mägi      | Estland            | 2           |
| 10   | Hans Frederiksen   | Dänemark           | 3           |
| 10   | Ernest Gogel       | Schweiz            | 3           |
| 10   | Georgios Lefakis   | Griechenland       | 3           |
| 10   | Édouard Pigeot     | Frankreich         | 3           |
| 10   | Hans Pointner      | Österreich         | 3           |
| 10   | Josef Přibyl       | Tschechoslowakei   | 3           |
| 10   | Adnan Yurdaer      | Türkei             | 3           |

### Runde 2
| Sieger             | Nation             | Art des Sieges          | Verlierer        | Nation       |
| ------------------ | ------------------ | ----------------------- | ---------------- | ------------ |
| Ercole Gallegati   | Königreich Italien | Punkteentscheidung, 3–0 | Voldemar Mägi    | Estland      |
| Väinö Kokkinen     | Finnland           | Schultersieg            | Hans Frederiksen | Dänemark     |
| Ludwig Schweickert | Deutsches Reich    | Schultersieg            | Francisc Cocoș   | Rumänien     |
| Hans Pointner      | Österreich         | Schultersieg            | Ernest Gogel     | Schweiz      |
| Ivar Johansson     | Schweden           | Schultersieg            | Adnan Yurdaer    | Türkei       |
| Ibrahim Orabi      | Ägypten            | Punkteentscheidung, 3–0 | Georgios Lefakis | Griechenland |
| Josef Přibyl       | Tschechoslowakei   | Schultersieg            | Édouard Pigeot   | Frankreich   |
| József Palotás     | Ungarn             | Punkteentscheidung, 3–0 | Kalman Kiš       | Jugoslawien  |

| Rang | Athlet             | Nation             | Minuspunkte |
| ---- | ------------------ | ------------------ | ----------- |
| 1    | Ivar Johansson     | Schweden           | 0           |
| 1    | Ludwig Schweickert | Deutsches Reich    | 0           |
| 3    | Väinö Kokkinen     | Finnland           | 1           |
| 3    | József Palotás     | Ungarn             | 1           |
| 5    | Ercole Gallegati   | Königreich Italien | 2           |
| 5    | Ibrahim Orabi      | Ägypten            | 2           |
| 7    | Francisc Cocoș     | Rumänien           | 3           |
| 7    | Kalman Kiš         | Jugoslawien        | 3           |
| 7    | Hans Pointner      | Österreich         | 3           |
| 7    | Josef Přibyl       | Tschechoslowakei   | 3           |
| 11   | Voldemar Mägi      | Estland            | 5           |
| 12   | Hans Frederiksen   | Dänemark           | 6           |
| 12   | Ernest Gogel       | Schweiz            | 6           |
| 12   | Georgios Lefakis   | Griechenland       | 6           |
| 12   | Édouard Pigeot     | Frankreich         | 6           |
| 12   | Adnan Yurdaer      | Türkei             | 6           |

### Runde 3
| Sieger           | Nation             | Art des Sieges          | Verlierer          | Nation           |
| ---------------- | ------------------ | ----------------------- | ------------------ | ---------------- |
| Ercole Gallegati | Königreich Italien | Punkteentscheidung, 2–1 | Väinö Kokkinen     | Finnland         |
| Francisc Cocoș   | Rumänien           | Schultersieg            | Hans Pointner      | Österreich       |
| Ivar Johansson   | Schweden           | Punkteentscheidung, 2–1 | Ludwig Schweickert | Deutsches Reich  |
| Ibrahim Orabi    | Ägypten            | Punkteentscheidung, 3–0 | Kalman Kiš         | Jugoslawien      |
| József Palotás   | Ungarn             | Schultersieg            | Josef Přibyl       | Tschechoslowakei |

| Rang | Athlet             | Nation             | Minuspunkte |
| ---- | ------------------ | ------------------ | ----------- |
| 1    | Ivar Johansson     | Schweden           | 1           |
| 1    | József Palotás     | Ungarn             | 1           |
| 3    | Ludwig Schweickert | Deutsches Reich    | 2           |
| 4    | Francisc Cocoș     | Rumänien           | 3           |
| 4    | Ercole Gallegati   | Königreich Italien | 3           |
| 4    | Väinö Kokkinen     | Finnland           | 3           |
| 4    | Ibrahim Orabi      | Ägypten            | 3           |
| 8    | Kalman Kiš         | Jugoslawien        | 6           |
| 8    | Hans Pointner      | Österreich         | 6           |
| 8    | Josef Přibyl       | Tschechoslowakei   | 6           |

### Runde 4
| Sieger             | Nation          | Art des Sieges          | Verlierer        | Nation             |
| ------------------ | --------------- | ----------------------- | ---------------- | ------------------ |
| Väinö Kokkinen     | Finnland        | Schultersieg            | Francisc Cocoș   | Rumänien           |
| Ludwig Schweickert | Deutsches Reich | Punkteentscheidung, 3–0 | Ercole Gallegati | Königreich Italien |
| Ivar Johansson     | Schweden        | Schultersieg            | Ibrahim Orabi    | Ägypten            |
| József Palotás     | Ungarn          | Freilos                 |                  |                    |

| Rang | Athlet             | Nation             | Minuspunkte |
| ---- | ------------------ | ------------------ | ----------- |
| 1    | Ivar Johansson     | Schweden           | 1           |
| 1    | József Palotás     | Ungarn             | 1           |
| 3    | Väinö Kokkinen     | Finnland           | 3           |
| 3    | Ludwig Schweickert | Deutsches Reich    | 3           |
| 5    | Francisc Cocoș     | Rumänien           | 6           |
| 6    | Ercole Gallegati   | Königreich Italien | 6           |
| 7    | Ibrahim Orabi      | Ägypten            | 6           |

### Runde 5
| Sieger             | Nation          | Art des Sieges          | Verlierer      | Nation   |
| ------------------ | --------------- | ----------------------- | -------------- | -------- |
| Ludwig Schweickert | Deutsches Reich | Schultersieg            | József Palotás | Ungarn   |
| Ivar Johansson     | Schweden        | Punkteentscheidung, 3–0 | Väinö Kokkinen | Finnland |

| Rang | Athlet             | Nation          | Minuspunkte |
| ---- | ------------------ | --------------- | ----------- |
| 1    | Ivar Johansson     | Schweden        | 2           |
| 2    | Ludwig Schweickert | Deutsches Reich | 3           |
| 3    | József Palotás     | Ungarn          | 4           |
| 4    | Väinö Kokkinen     | Finnland        | 6           |

### Runde 6
| Sieger             | Nation          | Art des Sieges | Verlierer      | Nation |
| ------------------ | --------------- | -------------- | -------------- | ------ |
| Ivar Johansson     | Schweden        | Schultersieg   | József Palotás | Ungarn |
| Ludwig Schweickert | Deutsches Reich | Freilos        |                |        |

| Rang   | Athlet             | Nation          | Minuspunkte |
| ------ | ------------------ | --------------- | ----------- |
| Gold   | Ivar Johansson     | Schweden        | 2           |
| Silber | Ludwig Schweickert | Deutsches Reich | 3           |
| Bronze | József Palotás     | Ungarn          | 7           |